# Yumimi Mix
Yumimi Mix est un jeu vidéo sorti en 1993 sur Mega-CD. Le jeu a été développé et édité par Game Arts.
Le jeu a par la suite été porté sur FM Towns, Saturn et PC.